# Јурико Мизума
Јурико Мизума (јап. 水間 百合子; 22. јул 1970) бивша је јапанска фудбалерка.

## Репрезентација
За репрезентацију Јапана дебитовала је 1990. године. Са репрезентацијом Јапана наступала је на Светском првенству (1991). За тај тим одиграла је 22 утакмице и постигла је 10 голова.

## Статистика
| Јапан  | Јапан | Јапан |
| Год.   | Ута.  | Гол.  |
| ------ | ----- | ----- |
| 1990   | 5     | 3     |
| 1991   | 11    | 2     |
| 1992   | 0     | 0     |
| 1993   | 5     | 5     |
| 1994   | 1     | 0     |
| Укупно | 22    | 10    |